# Aric Almirola
Aric Almirola (Tampa, 14 de Março de 1984) é um automobilista norte-americano que possui raízes cubanas. Corre com um Ford Mustang de número 10 da Stewart- Haas Racing. Sua primeira e única vitória na Xfinity Series aconteceu devido a um caso curioso: Denny Hamlin era o piloto cotado para dirigir o carro naquela etapa, mas Denny se atrasou devido a um treino da Sprint Cup que aconteceria no dia seguinte em uma outra pista, Hamlin não chegou a tempo, então Almirola foi chamado pela equipe para começar a prova em seu lugar. No meio da prova, Hamlin chegou, e então Almirola teve que se retirar e passar o carro para o companheiro. Hamlin entrou no carro, recuperou uma volta perdida e ainda venceu a prova, mas como na NASCAR o resultado, no caso a vitória, é decretada para o piloto que começa a prova,  Aric foi declarado vencedor, embora não estivesse mais no circuito. Sua primeira  vitória na Sprint Cup veio após um acidente envolvendo pelo menos 20 carros da prova, Aric assumiu a liderança, a chuva veio e a prova foi declarada como terminada, e assim Aric foi declarado vencedor. Em 2018 Conseguiu uma das melhores temporadas da carreira, terminando o campeonato em 5º lugar.

## Principais Vitórias

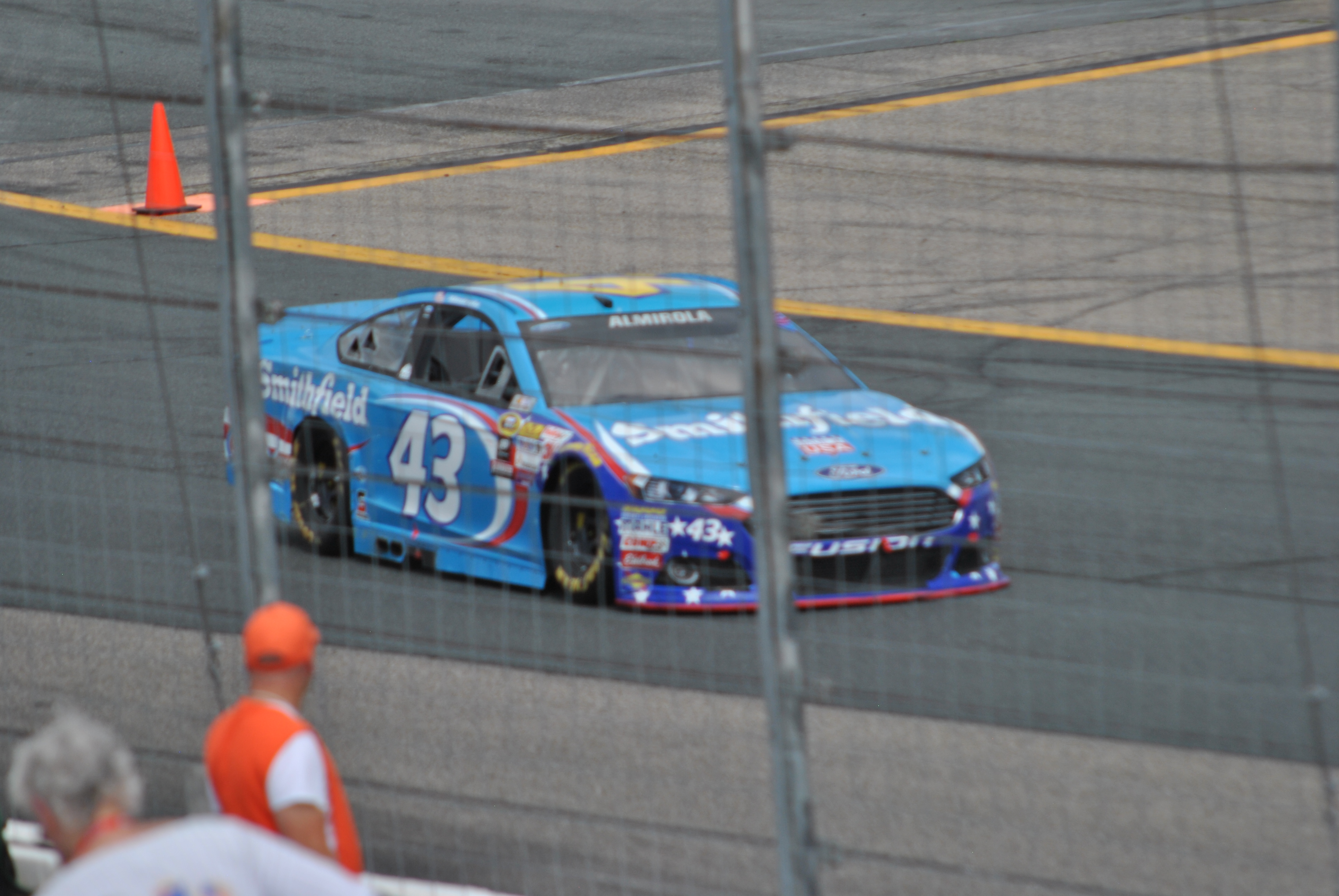
Carro de Aric Almirola na NASCAR em 2015.

### NASCAR -Sprint Cup
- 2014 - Coke Zero 400 (Daytona)

### NASCAR -Xfinity Series
- 2007 - Milwaukee

### NASCAR -Camping World Truck Series
- 2010 Dover, Michigan